# Micracanthia bergrothi
Micracanthia bergrothi är en insektsart som först beskrevs av Jakovlev 1893.  Micracanthia bergrothi ingår i släktet Micracanthia och familjen strandskinnbaggar. Inga underarter finns listade i Catalogue of Life.